# Slatina (Laktaši)
Slatina (szerbül: Слатина), település Bosznia-Hercegovinában, Laktaši községben, Bosanska krajina területén, a Szerb Köztársaságban. 

## Fekvése

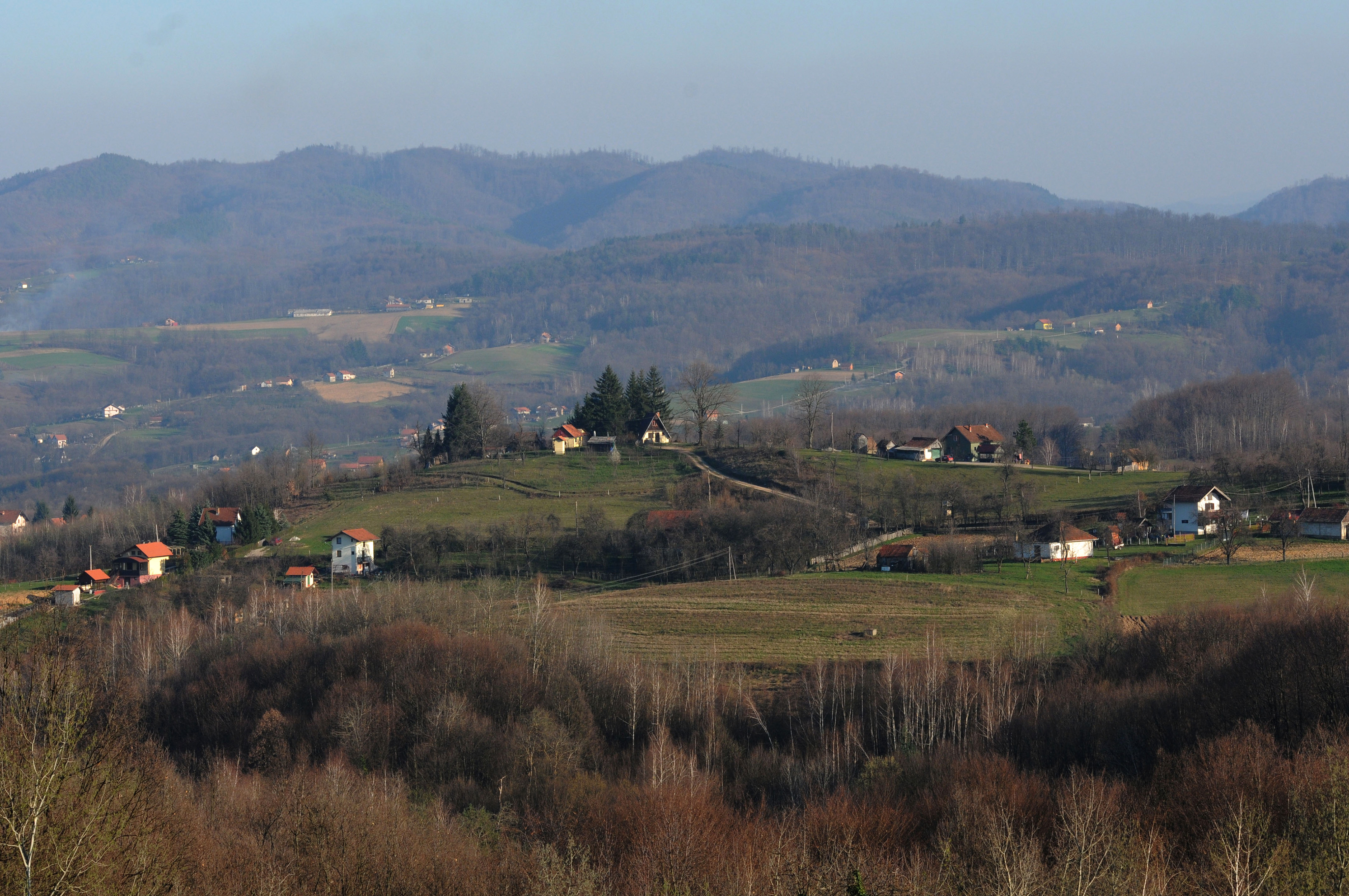
Slatina látképe

Bosznia-Hercegovina északi részén, Banja Lukától légvonalban 10, közúton 15 km-re északkeletre, községközpontjától légvonalban 9, közúton 12 km-re délre, 147-324 méteres magasságban fekszik. A falu déli részét a Crni vrh hegyeinek erdővel benőtt északi lejtői képezik, melyből számos patak és patakocska (Bancevački, Ciganski, Duboki, Incevački, Grabovački, Kukavica, Lovaški, Pandurovački, Vukešnica, stb.) ered és amelyek a Turjanica bal oldali mellékvizébe, a Slatina-folyóba ömlenek. Északi határa a patakok és folyók szabdalta dombvidék, rétekkel, legelőkkel szántókkal és gyümölcsösökkel. Ma Slatina központjában gyógyvizű medencékkel ellátott fürdő található, amelyeket a fürdőn belül egy felújított, korszerűbb berendezésekkel felszerelt kórház is használ. Ugyanebben a komplexumban található a Park étterem.

## Népessége
| Nemzetiségi csoport | Népesség 1991 | Népesség 2013 |
| ------------------- | ------------- | ------------- |
| Szerb               | 310           | 183           |
| Bosnyák             | 0             | 0             |
| Horvát              | 0             | 0             |
| Jugoszláv           | 23            | 0             |
| Egyéb               | 1             | 0             |
| Összesen            | 334           | 183           |

## Története

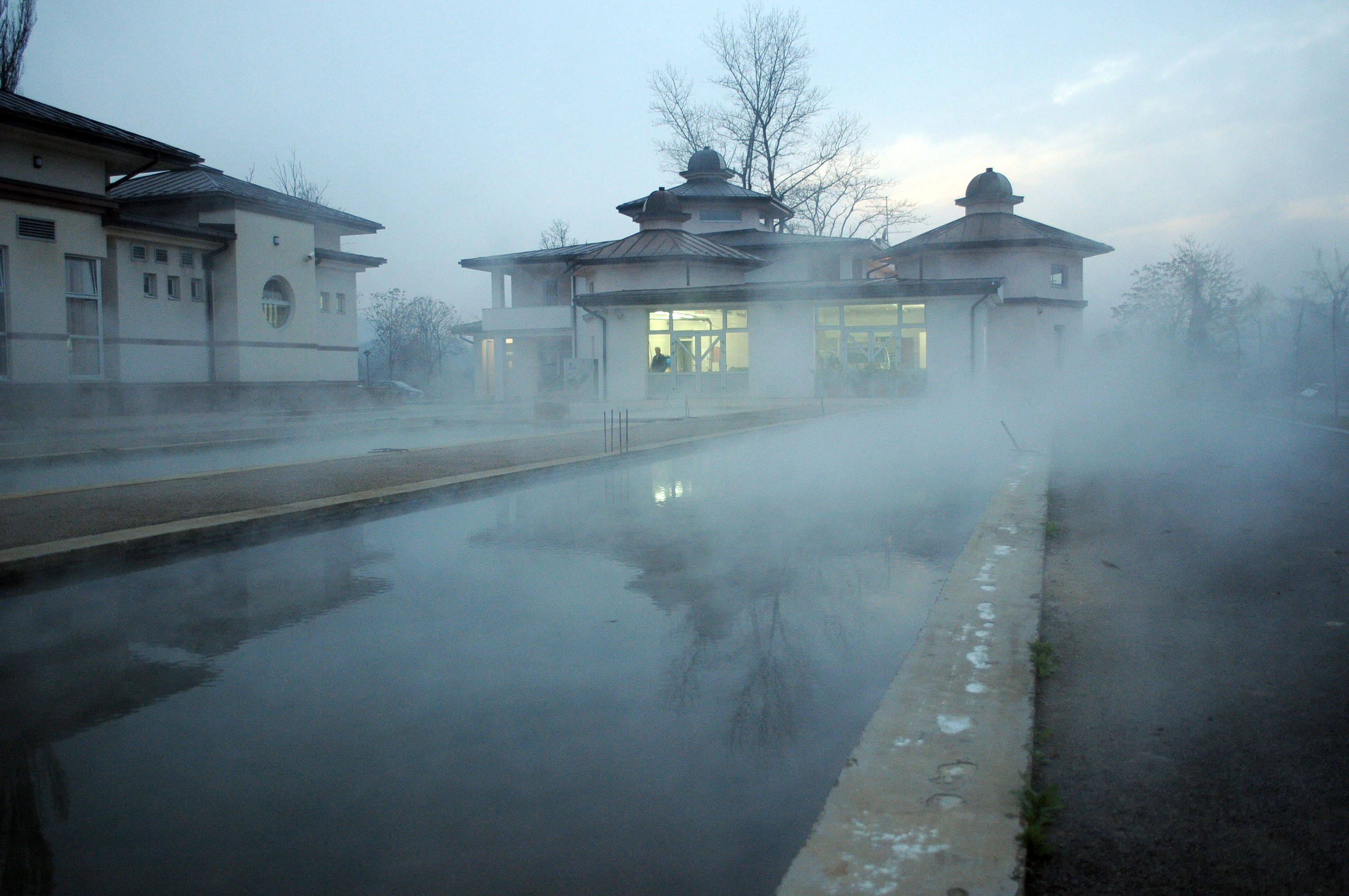
A melegvizű forrás a Slatina parkban

Az itteni melegvizű források gyógyító erejét már az ókori rómaiak jól ismerték. A hőforrás belsejében római korból származó érméket találtak, amelyek tanúskodnak erről, hogy a terület ősidők óta lakott volt. A település középkori előzményére utal, hogy egy kezdetleges dísztésű kőtáblát találtak itt glagolita felirattal, melyből kitűnik, hogy egykor egy késő középkori sír kőtáblája volt.

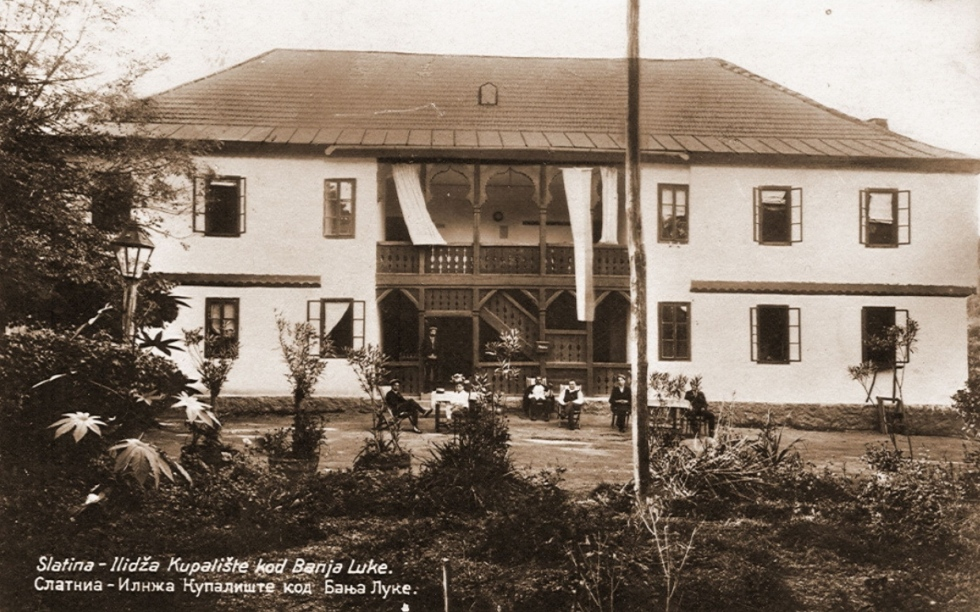
A Slatina szálloda az 1930-as években

A történelem során Slatina neve többször változott, ahogy egykor Ilidža Slatina és Banja Slatina néven is számon tartották. A település 1878-ig tartozott az Oszmán Birodalomhoz, ekkor a berlini kongresszus határozata alapján az Osztrák-Magyar Monarchia része lett. 1879-ben az első osztrák-magyar népszámlálás során a Prnjavori járáshoz tartozó településnek 125 háztartása és 985 ortodox lakosa volt.  1910-ben a Banja Luka-i járáshoz tartozó településen 20 háztartást és 146 ortodox lakost találtak. A monarchia szétesésével 1918-ban előbb a Szerb-Horvát-Szlovén Királyság, majd 1929-től a Jugoszláv Királyság része. 1921-ben a községnek 32 háztartása és 176 lakosa volt. Az 1929-es törvény értelmében, amikor Bosznia-Hercegovinát négy banovinára, Drinskára, Vrbaskára, Zetskára és Primorskára osztották, a település a Vrbaska banovina része lett, amelynek székhelye Banja Luka volt. Jugoszlávia megszállása után a Független Horvát Állam (NDH) része lett. A második világháború idején Lijevče Polje népe, beleértve Slatina lakosságát is, támogatta a 14. közép-boszniai csapásmérő dandár hadműveleteit Közép-Bosznia egész területén. Ez volt a Prnjavor felszabadításáért folytatott harc egyik periférikus hadszíntere is. A második világháború után a szocialista Jugoszláviához tartozott. A daytoni békeszerződést követő területfelosztásnál Laktaši község részeként a Szerb Köztársaság területéhez került.

## Gazdaság
Slatina gazdasága a turizmuson nyugszik. A településen a mintegy 50 szobás Slateks luxusszálloda épült. Itt működik még a Slateks textilipar cég, amely mintegy 200 dolgozót foglalkoztat.

## Oktatás
Slatinában található a Holland iskola, amelyet az 1969-es földrengés után a hollandok építettek, és róluk nevezték el.

## Kultúra
Minden évben, nyáron megrendezik a „Dani jagoda” (Epernapok) rendezvényt, amelyre több száz fiatal gyűlik össze, akik különböző népszerű szakágakban versenyeznek.

## Nevezetességei

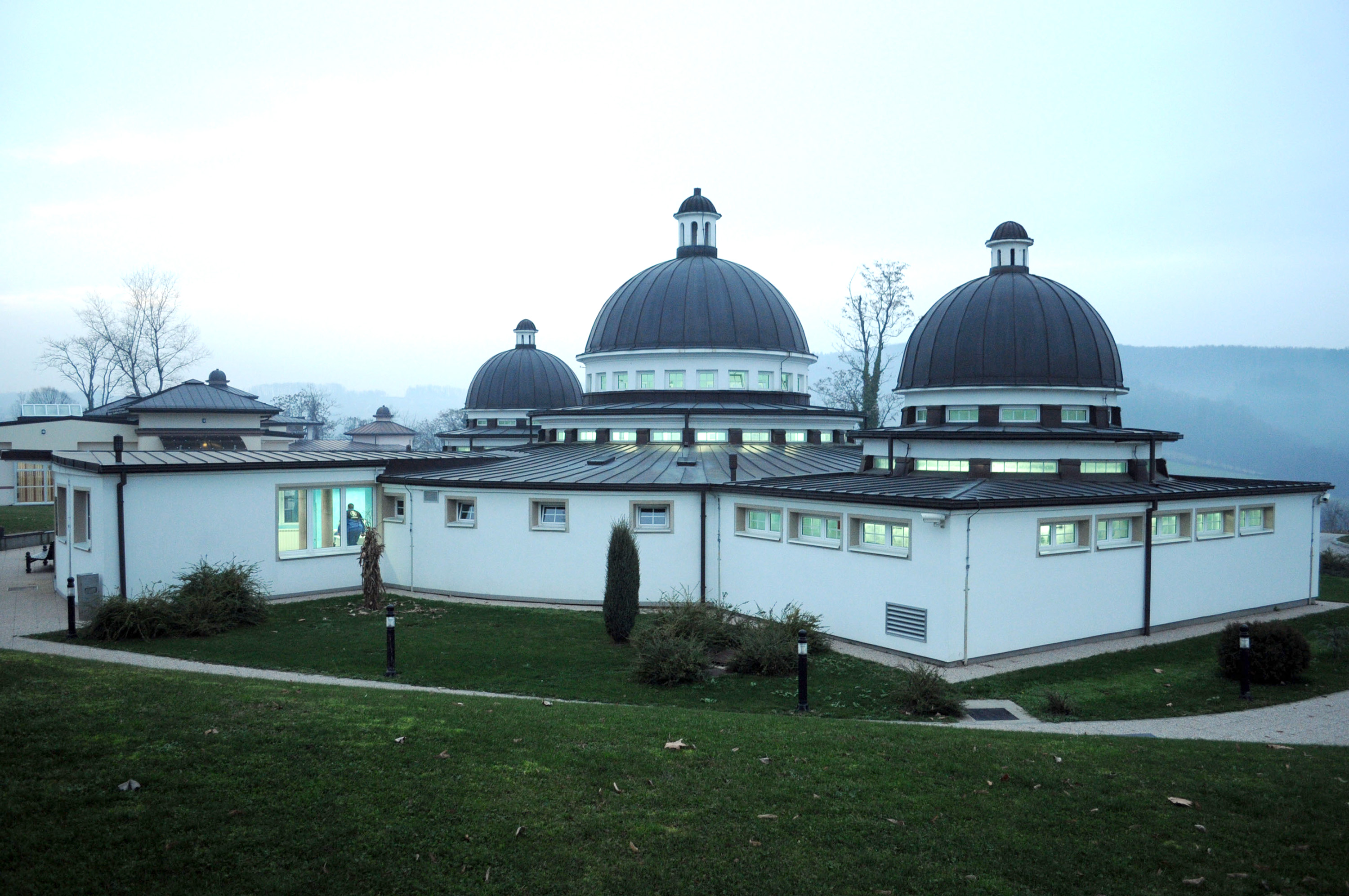
A fürdő épületei

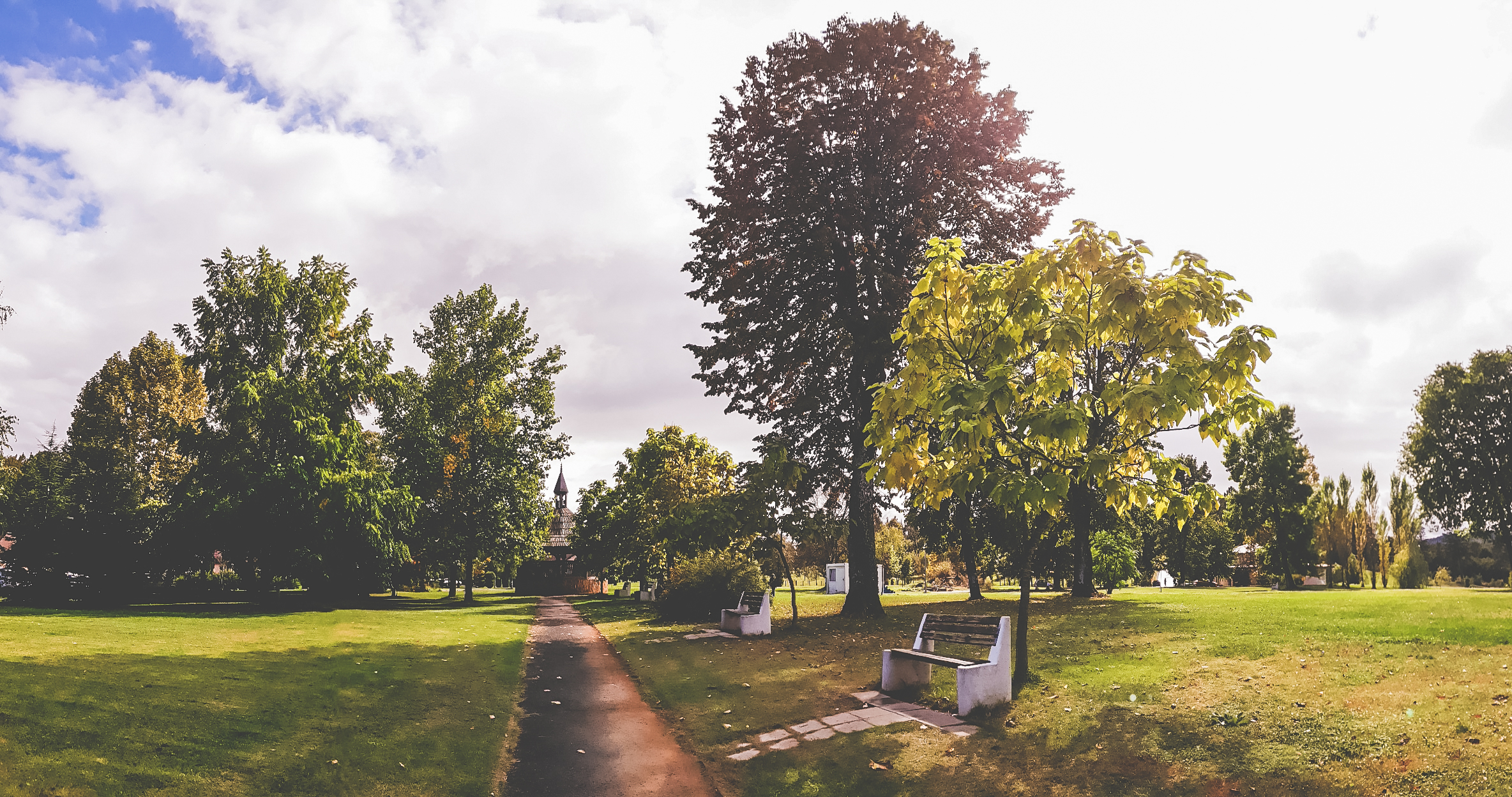
A park részlete

- Slatina széles körben ismert műemléke a Stara crkva, egy régi templom, amely mindössze 3-4 km-re található a hely központjától. A templom fából készült és kis mérete miatt csak meghajolva lehet bemenni. A helyiek által terjesztett legenda szerint a templom az oszmán uralom alatt egyik napról a másikra, magától keletkezett. Hagyományosan minden karácsonykor és húsvétkor több száz vallásos és egyéb ember gyűlik össze itt.

- Banja Slatina központi forrására 1931-ben épült ki a gyógyfürdő. Az épület szépsége és egyedisége miatt állami védelem alatt álló műemlék. Slatinában reumatológiai, posztoperatív és poszttraumás betegek rehabilitációs kórháza működik, amely a kezelés és a rehabilitáció során a professzionális posztulátumok és a modern orvosi technológia alkalmazását ötvözi a termo-ásványvíz és gyógyiszap (peloid) természetes előnyeivel. A slatinai forrás termikus ásványvizét tulajdonságainak köszönhetően a komplett fizikoterápia és az orvosi rehabilitáció részeként, megfelelő hőmérsékletű fürdéssel (fürdőkben, medencékben), gyulladásos, degeneratív, ízületen kívüli reuma, sérülések és traumák utáni állapotok (műtétesen és nem operatívan kezelt), porckorongsérv-elváltozások, műtéti kezelések, funkcionális és a perifériás artériás erek szerves betegségei és más betegségek előrehaladása esetén használják. A víz hőmérséklete a forrásnál 42°C, melyet szabadeséssel vezetnek négy zárt medencébe, melyek beépített masszírozóval és 20 gyógykáddal is rendelkeznek.[9]

## Fordítás
- Ez a szócikk részben vagy egészben  a   Slatina (Laktaši) című bosnyák Wikipédia-szócikk ezen változatának fordításán alapul.  Az eredeti cikk szerkesztőit annak laptörténete sorolja fel. Ez a jelzés csupán a megfogalmazás eredetét és a szerzői jogokat jelzi, nem szolgál a cikkben szereplő információk forrásmegjelöléseként.